# Принцип соответствия
При́нцип соотве́тствия в методологии науки — утверждение, что любая новая научная теория должна включать старую теорию и ее результаты как частный случай. Например, закон Бойля — Мариотта является частным случаем уравнения состояния идеального газа в приближении постоянной температуры; кислоты и основания Аррениуса являются частным случаем кислот и оснований Льюиса и т. п.

## Принцип соответствия в теории относительности
В специальной теории относительности в пределе малых скоростей {\displaystyle v\ll c} получаются те же следствия, что и в классической механике. Так, преобразования Лоренца переходят в преобразования Галилея, время течёт одинаково во всех системах отсчёта, кинетическая энергия становится равной {\displaystyle {{mv^{2}} \over 2}} и т.д.
Общая теория относительности даёт те же результаты, что и классическая теория тяготения Ньютона при малых скоростях {\displaystyle v\ll c} и при малых значениях гравитационного потенциала {\displaystyle {\frac {\Phi }{c^{2}}}\ll 1}.

## Принцип соответствия в квантовой механике
В квантовой механике принципом соответствия называется утверждение о том, что поведение квантовомеханической системы стремится к классической физике в пределе больших квантовых чисел. Этот принцип ввёл Нильс Бор в 1923 году.
Правила квантовой механики очень успешно применяются в описании микроскопических объектов, типа атомов и элементарных частиц. С другой стороны, эксперименты показывают, что разнообразные макроскопические системы (пружина, конденсатор и т.д) можно достаточно точно описать в соответствии с классическими теориями, используя классическую механику и классическую электродинамику (хотя существуют макроскопические системы, демонстрирующие квантовое поведение, например, сверхтекучий жидкий гелий или сверхпроводники). Однако, весьма разумно полагать, что окончательные законы физики должны быть независимыми от размера описываемых физических объектов. Это предпосылка для принципа соответствия Бора, который утверждает, что классическая физика должна появиться как приближение к квантовой физике, поскольку системы становятся большими.
Условия, при которых квантовая и классическая механики совпадают, называются классическим пределом. Бор предложил грубый критерий для классического предела: переход происходит, когда квантовые числа, описывающие систему, являются большими, означая или возбуждение системы до больших квантовых чисел, или то, что система описана большим набором квантовых чисел, или оба случая. Более современная формулировка говорит, что классическое приближение справедливо при больших значениях действия {\displaystyle S\gg \hbar }. В терминах «школьной» физики это означает, что должны соблюдаться неравенства:
{\displaystyle P\times l\gg \hbar }
{\displaystyle E\times t\gg \hbar }
(произведение характерного импульса процесса на его характерный размер и произведение характерной энергии процесса на его характерное время значительно больше {\displaystyle \hbar })
Принцип соответствия — один из инструментов, доступных физикам для того, чтобы выбрать соответствующую действительности квантовую теорию. Принципы квантовой механики довольно широки — например, они заявляют, что состояния физической системы занимают Гильбертово пространство, но не говорят, какое именно. Принцип соответствия ограничивает выбор теми пространствами, которые воспроизводят классическую механику в классическом пределе.

### Формулировка Дирака
Формулировка Дирака, называемая также «Принцип соответствия Дирака»: «Соответствие между квантовой и классической теориями состоит не столько в предельном согласии при {\displaystyle \hbar \rightarrow 0}, сколько в том, что математические операции двух теорий подчиняются во многих случаях тем же законам.»

### Интегралы по траекториям
В формулировке квантовой механики через интегралы по траекториям траектории, дающие значение действия, заметно отличающиеся от стационарного (определяемого исходя из принципа наименьшего действия), дают малый вклад в итоговую амплитуду перехода (бесконечно малый при {\displaystyle S_{min}\to \infty }). Таким образом в квазиклассическом приближении {\displaystyle S_{min}\to \infty } амплитуда перехода определяется лишь классическими траекториями частиц (в простейшем случае движения в пространстве такая траектория единственна), определяемыми из принципа наименьшего действия, а уравнение Шрёдингера переходит в уравнение Гамильтона — Якоби.